# 喪女
喪女（日语：喪女）是一種源自日本的網路流行語。

## 概要
此為約在2004年期間出現的詞彙，是對不受歡迎的女人的稱呼。用法和干物女、毒男等等都屬於消極且負面的。
喪女主要用在影射沒與男性交往過、被告白、還是純潔之身以及缺乏社交能力的女性。

## 以喪女為題材的作品
- 《喪女漫畫─讓你愛上喪女的作品》：2011年2月25日由enterbrain出版，匯集由10位漫畫家所創作以喪女為主題的漫畫短篇[1][2]。
- 《我不受歡迎，怎麼想都是你們的錯！》：2011年8月4日由谷川尼可在GANGAN ONLINE上連載的漫畫[3]。
- 《喪女精選集》：2013年1月13日一迅社發表，收錄9位漫畫家創作的喪女漫畫集[4]。